# Kuilkanda
Kuilkanda, également appelé Kuilkandé, est une commune rurale située dans le département de Zoungou de la province du Ganzourgou dans la région Plateau-Central au Burkina Faso.

## Géographie
Kuilkanda est situé à environ 12 km au sud de Zoungou, le chef-lieu du département, et à 4 km au nord-est de Waada.

## Santé et éducation
Le centre de soins le plus proche de Kuilkanda est le centre de santé et de promotion sociale (CSPS) de Waada, tandis que le centre médical avec antenne chirurgicale (CMA) se trouve à Zorgho.